# Неидентифициран подводен обект
Вижте пояснителната страница за други значения на НПО.
Неидентифициран подводен обект или НПО е всеки реален или илюзорен (оптичен) подводен обект, който не е разпознат по никакъв начин като известен природен феномен или човешки плавателен апарат.

## НПО и НЛО
Неидентифицираните подводни обекти често се приемат за подводния еквивалент на НЛО. Някои изследователи изказват предположението, че става въпрос за един и същ феномен, който е способен да се проявява както във въздуха, така и под водата.

## Възможни обяснения
- Фосфоресциращи подводни организми.
- Интерференция на вълни.
- Нови транспортни средства, разработвани от различни правителства.

## Известни наблюдения
- Един от най-известните случаи засягащи едновременно НЛО и НПО е инцидентът случил се край Шаг Харбър, Нова Скотия, Канада през 1967 [1].

## НПО в изкуството и поп-културата
Неидентифицирани подводни обекти се срещат в различни игрални филми, компютърни игри, романи и други художествени произведения. Примери:
- НПО са основна тема в компютърната игра X-COM: Terror from the Deep.
- Бездната – научнофантастичен филм от 1989.
- Двадесет хиляди левги под водата - роман от Жул Верн.
- Нашествие (сериал).